# Acarospora elevata
Acarospora elevata är en lavart som beskrevs av Hugo Magnusson. Acarospora elevata ingår i släktet Acarospora och familjen Acarosporaceae.   Inga underarter finns listade i Catalogue of Life.